# Aeroportul Mandabe
Aeroportul Mandabe (IATA: WMD, ICAO: FMSC) este un aeroport din Madagascar.
aeroportul dispune de o singură pistă.